# Deng Linlin
Deng Linlin (21 d'abril de 1992, en Lixin, Anhui), és una gimnasta xinesa. Va ser membre de l'equip xinès que va guanyar la medalla d'or per equips per la República Popular de la Xina als Jocs Olímpics de Beijing 2008, i és tres vegades medallista d'or en el Campionat Mundial. Va ser Campiona del Món el 2009 i és l'actual campiona olímpica en barra d'equilibri.

## Historial competitiu
| Any  | Descripció de la competició | Ubicació  | Aparells          | Posició-Final | Puntuació-Final | Posició-Classificació | Puntuació-Classificació |
| ---- | --------------------------- | --------- | ----------------- | ------------- | --------------- | --------------------- | ----------------------- |
| 2012 | Jocs Olímpics               | Londres   | Equipo            | 4             | 174,43          | 3                     | 176,637                 |
| 2012 | Jocs Olímpics               | Londres   | Barra d'equilibri | 1             | 15,600          | 4                     | 15,166                  |
| 2010 | Campionat Mundial           | Rotterdam | Equip             | 3             | 174,781         | 2                     | 233,778                 |
| 2010 | Campionat Mundial           | Rotterdam | Barra d'equilibri | 2             | 15,233          | 4                     | 15,100                  |
| 2009 | Campionat Mundial           | Londres   | Tots els aparells | 11            | 55,250          | 4                     | 56,350                  |
| 2009 | Campionat Mundial           | Londres   | Barra d'equilibri | 1             | 15,000          | 3                     | 14,450                  |
| 2009 | Campionat Mundial           | Londres   | Sòl               | 7             | 13,825          | 7                     | 14,000                  |
| 2008 | Jocs Olímpics               | Beijing   | Equip             | 1             | 188,900         | 1                     | 248,275                 |